# Noumea spencerensis
Noumea spencerensis is een slakkensoort uit de familie van de Chromodorididae. De wetenschappelijke naam van de soort is voor het eerst geldig gepubliceerd in 1987 door Rudman.